# 三星AR专区
AR专区（：AR 존）是安装在三星Galaxy手机和平板电脑上的一款应用程序，提供很多增强现实功能，例如AR Emoji，并将多个相关服务整合在一起。此应用程序预装在大多数Galaxy设备，但也可以在Galaxy Store中获取。

## 历史
AR专区最初为三星Galaxy S20和其他升级到One UI 2.1的设备发布。它整合了Air Command、AR Emoji和Bixby Vision软件中的一些增强现实功能，例如AR专区中的My Emoji Maker工具。
2018年，三星宣布将把迪士尼人物制作成AR Emoji。

## 工具

### AR Emoji
AR Emoji相机可以让用户创建自己的3D虚拟形象（称为My Emoji），并使用它来制作图片或视频。用户可以选择已有的Emoji，也可以通过三星相机或图库生成自己的AR Emoji。用户可以在AR Emoji工作室编辑自己的My Emoji。SamMobile网站将其描述为创建“你自己三星Sam风格的虚拟形象”，三星Sam指的是在2021年走红的三星虚拟助手拟人角色。
AR Emoji也已添加到Galaxy Watch 4应用中。此外，三星还提供Unity SDK，允许虚拟形象在其他应用程序中使用。
用户可以在AR Emoji贴纸功能中使用自己的My Emoji制作贴纸。尽管使用AR Emoji相机或AR Emoji工作室创建的每个虚拟形象都会产生贴纸，但仍可以从头创建新的AR Emoji贴纸，或使用AR Emoji贴纸中的编辑器功能编辑现有的贴纸。

### 其他工具
AR涂鸦（AR Doodle）是一种在设备镜头捕捉物体的同时在物体上绘图（即时涂鸦）的功能。AR专区的另一个功能是Deco Pic，可以在现有照片或视频上添加相框、贴纸和GIF。
3D扫描仪（3D Scanner）可以在配有时间差（ToF）镜头的设备中使用，用于创建真实物体的3D模型。它要求镜头从各个方向扫描物体。
另一个工具是快速测量（Quick Measure），可以测量真实物体的面积、长度、深度和距离，同样利用时间差（ToF）技术。 
场所、化妆、家庭装饰和设计功能在2020年停用。